# Polštářové lávy ve Straníku
Polštářové lávy ve Straníku jsou  přírodní památka v Moravskoslezském kraji. Nachází se na severním okraji Straníku, který je administrativní součástí okresního města Nový Jičín. Chráněné území je v péči Krajského úřadu Moravskoslezského kraje.

## Předmět ochrany
Důvodem ochrany je velký odkryv s polštářovými lávami těšínitové vulkanické asociace.